# Trichostomum bombayense
Trichostomum bombayense là một loài Rêu trong họ Pottiaceae. Loài này được Müll. Hal. miêu tả khoa học đầu tiên năm 1851.